# Linia kolejowa nr 990
Linia kolejowa nr 990 – linia kolejowa łącząca posterunek odgałęźny Szczecin Port Centralny SPA ze stacją Szczecin Port Centralny SPD. Linia znajduje się w całości na obszarze Szczecina.
4 lipca 2017 r. PKP Polskie Linie Kolejowe otrzymało dofinansowanie z Unii Europejskiej do projektu „Poprawa dostępu kolejowego do portów morskich w Szczecinie i Świnoujściu”. W ramach tej inwestycji zaplanowano wykonanie na linii nr 990 następujących prac: elektryfikacji, wymiany szyn, przebudowy mostu nad Parnicą i dwóch wiaduktów.